# Хвостеков знак
Хвостеков знак (енг. Chvostek’s sign) је клинички знак који се јавља код особа које имају низак ниво калцијума у крви (смањен серумски калцијум или хипокалцемију). Хвостеков знак је абнормално трзање мишића које активира (инервира) фацијални нерв (такође познат као VII мождани или кранијални нерв). Када се фацијални нерв додирне испред уха, мишићи лица на истој страни ће се спорадично контраховати (назива се ипсилатерални фацијални спазам). Мишићи који контролишу нос, усне и обрве су често они који ће се грчити.
Ови фацијални спазами су узроковани тиме што се живци који контролишу мишић лако надражују (хиперексцитабилни су) због хипокалцемије. Хипокалцемију може изазвати много ствари, укључујући паратироидна стања (као што је када паратироидна жлезда не функционише добро, што се назива хипопаратиреоидизам) и болести витамина (као што је недостатак витамина Д). Понекад, Хвостеков знак може бити узрокован другим стањима која ометају равнотежу калцијума, као што је неуравнотежена киселост и алкалија у крви која узрокује респираторну алкалозу (алкални pH крви).

## Етимологија
Знак је добио име по Франтишеку Хвостеку, аустријском хирургу чешког порекла. У свом професионалном животу, Хвостек се посветио проучавању етиопатогенезе и лечењу неуролошких поремећаја, укључујући и електротерапију. Године 1876, први је описао знак који носи његово име.  Касније га је независно описао други аустријски лекар, Натан Вајс (1851–1883), 1883. године. 

## Етиологија
Хвостеков знак се налази код тетаније. Међутим, може бити присутан и код хипомагнезијемије. Магнезијум је кофактор за аденилат циклазу, која катализује конверзију АТП-а у 3',5'-циклични АМП. 3',5'-циклични АМП (цАМП) који је неопходан за активацију паратироидног хормона. Често се јавља код алкохоличара, особа са дијарејом, пацијената који узимају аминогликозиде или диуретике, јер хипомагнезијемија може изазвати хипокалцемију. Такође се јавља код малих богиња, тетануса и микседема.
Такође се може наћи код особа са респираторном алкалозом, на пример као резултат синдрома хипервентилације, што може довести до драстичног смањења концентрације калцијумових јона у серуму док су на нормалним нивоима, због везивања значајног дела јонизованог калцијума (Ca2+) са албумином и глобулинима.

## Карактеристике

### Хвостеков знак – тип I
Добија се ударцем прстом или чекићем у тачку која се налази приближно 2 цм испред ресице уха и око 1 цм испод зигоматичног наставка. Реакција се јавља у облику ипсилатералне контракције неких или свих мишића које инервише фацијални нерв. Ефекат је латерално одступање лабијалног и носног набора према стимулисаној страни.

### Хвостеков знак – тип II
Ударање у тачку између средње трећине и горње трећине линије која спаја угао уста са зигоматичним наставком доводи само до контракције мишића уста и носа.

## Клинички значај
Хвостеков знак није специфичан знак затетаније, јер се може видети код 10% до 25% здравих одраслих особа. Стога није поуздан клинички знак за дијагностиковање латентне тетаније.  Осетљивост је нижа него код одговарајућег Трусоовог знака, јер је негативан код 30% пацијената са хипокалцемијом.  Због комбинације лоше осетљивости и специфичности, клиничка корисност овог знака је смањена.
Трусоов знак латентне тетаније је још један знак смањеног калцијума у крви где се мишићи у руци контрахују када је брахијална артерија која снабдева подручје зачепљена. Трусоов знак латентне тетаније се такође генерално јавља раније од Хвостековог знака и прецизнији је предиктор хипокалцемије (јер је позитиван код 94% особа са хипокалцемијом) што омогућава клиничарима да раније препознају стање.